# Беднодем'яновський могильник
Беднодемьяновський могильник мордви-мокші 13-14 сторіччя, що розташований на північній околиці села Абашево Спаського району Пензенської області.

## Дослідження
Відкрито й частково досліджено у 1958 році експедицією Пензенського краєзнавчого музею під керівництвом М. Р. Полєсських.
Розкрито 20 поховань. Виявлено бронзові кільцеві й лопатневі застібки-сюлгами, кісники-пулокері, кручені браслетами, персні, залізні вухові сокири, наконечники стріл й списів, глиняний ліпний та гончарний посуд.